# Colus howsei
Colus howsei is een slakkensoort uit de familie van de Buccinidae. De wetenschappelijke naam van de soort is voor het eerst geldig gepubliceerd in 1902 door J.T. Marshall.